# Luperina dayensis
Luperina dayensis là một loài bướm đêm trong họ Noctuidae.